# Takis Mehmet Ali

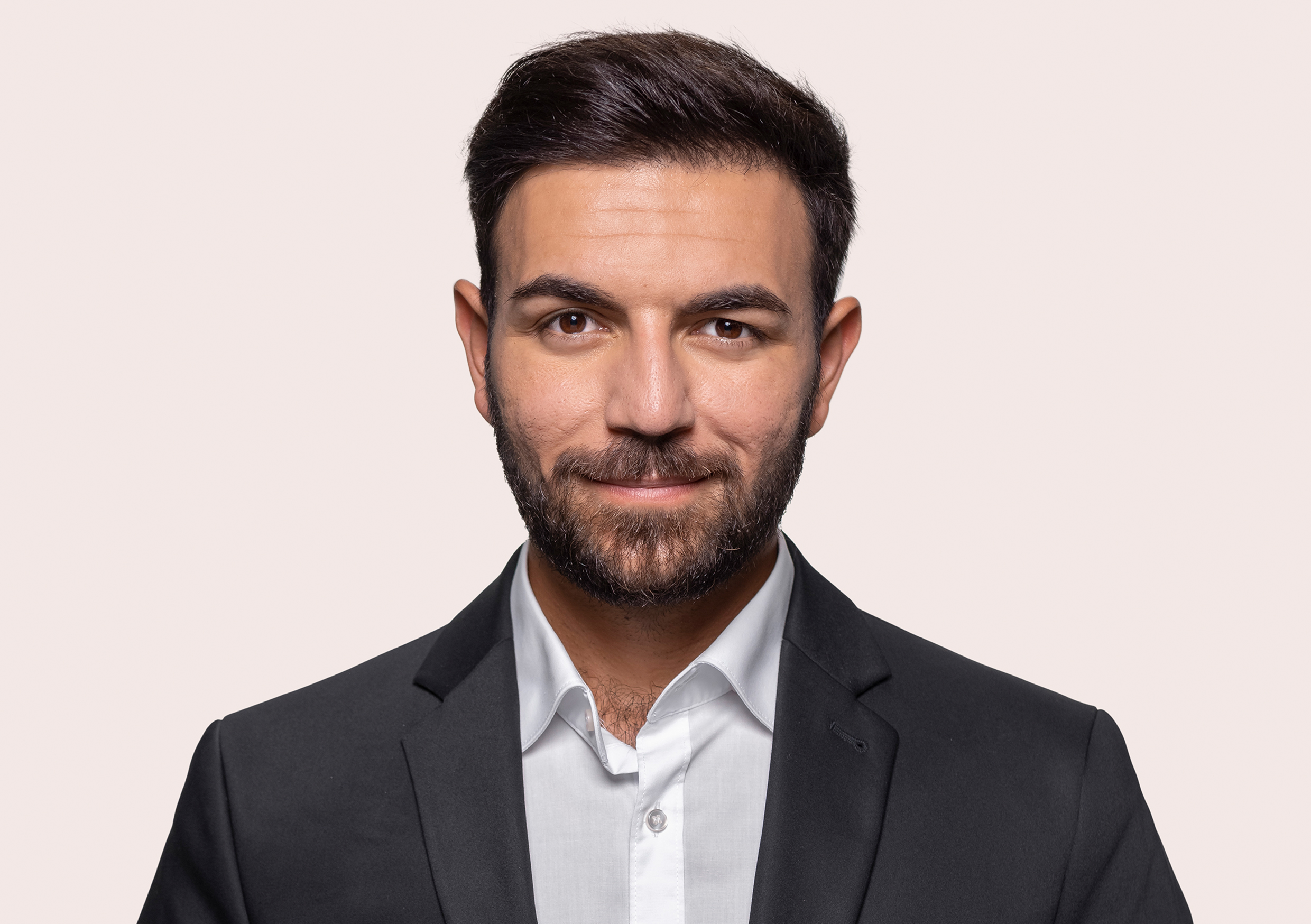
Takis Mehmet Ali (2021)

Takis Mehmet Ali (* 17. Juni 1991 in Oberhausen) ist ein deutsch-griechischer Politiker (SPD). Er war von 2021 bis 2024 Mitglied des Deutschen Bundestags. Seit 2025 ist er Sozialdezernent bzw. Landesrat des Landschaftsverbandes Westfalen-Lippe.

## Ausbildung und Beruf
Takis Mehmet Ali besuchte zunächst die Hauptschule und absolvierte dann sein Fach-Abitur. Danach erwarb er den Bachelor in Wirtschaftswissenschaften mit Schwerpunkt Gesundheitsökonomie, anschließend den Master in Public Health; schließlich promovierte er mit dem Schwerpunkt Sozialmedizin.
Von 2014 bis 2016 war Mehmet Ali als Controller bei der Dr. Z Beteiligungs- und Verwaltungs-GmbH und von 2015 bis Herbst 2021 als Leiter für Verwaltung und Soziales der Christophorus-Gemeinschaft e. V. in Müllheim im Markgräflerland tätig. Darüber hinaus ist er als Mitglied in Arbeitsgruppen beim Deutschen Paritätischen Wohlfahrtsverband in Baden-Württemberg aktiv und wirkte dort bei der Erarbeitung von – durch § 131 SGB IX (neue Fassung) vorgeschriebenen – Rahmenverträgen zur Umsetzung des Bundesteilhabegesetzes in Landesrecht als Vertreter der „LIGA der freien Wohlfahrtspflege“ mit.
Seine Masterarbeit gab er im Oktober 2017 an der FOM – Hochschule für Oekonomie und Management ab; sie trug den Titel „Demokratische Planwirtschaft im Gesundheitswesen. Eine verfassungsrechtliche, ordnungs- und gesellschaftspolitische Analyse“. Seit 2017 ist Mehmet Ali Lehrbeauftragter für Recht und Ökonomie an der Dualen Hochschule Baden-Württemberg (DHBW). 2021 wurde er an der Privaten Universität im Fürstentum Liechtenstein an der Fakultät für Medizinische Wissenschaft im Querschnittsgebiet zum Sozialrecht zu den Themen „Ganzheitliche Therapie- und Teilhabepfade in der Eingliederungshilfe“ und „Abgrenzungstatbestand der Fachleistungen des SGB IX und den Pflegeleistungen im SGB XI“ promoviert; eine Publikation zum Forschungsthema erschien 2020 im Thieme Verlag.
Seinen Umzug aus dem Markgräflerland in seine alte Heimat mit dem Rückzug aus dem Bundestag sowie aus der Lokalpolitik begründet er in erster Linie mit persönlichen Motiven, der Sorge um seine Eltern.

## Politische Tätigkeiten
Takis Mehmet Ali ist seit 2012 Mitglied der SPD: Neben seinem Bundestagsmandat ist er Beisitzer und stellvertretender Juso-Vorsitzender des SPD-Kreisverbands Breisgau-Hochschwarzwald sowie Schriftführer im SPD-Ortsverband Markgräflerland.
Bei der Bundestagswahl 2021 erreichte er in seinem Wahlkreis Lörrach – Mühlheim mit 21,8 % der Erststimmen den zweiten Platz hinter Diana Stöcker (CDU, 25,2 %). Trotz des verpassten Direktmandats zog er über Platz 22 der Landesliste der SPD Baden-Württemberg knapp in den 20. Deutschen Bundestag ein.
Im Deutschen Bundestag war er ordentliches Mitglied des Petitionsausschusses und des Ausschusses für Arbeit und Soziales sowie stellvertretendes Mitglied im Finanzausschuss sowie ordentliches Mitglied der Arbeitsgruppe Migration und Integration, außerdem ab 15. Februar 2022 „Beauftragter für die Belange von Menschen mit Behinderungen“ seiner Fraktion; den Schwerpunkt seiner Aufgaben sah er in der „Umsetzung des Bundesteilhabegesetzes“ und dabei vor allem darin, „eine gute Leistungsstruktur für Menschen mit Schwerst- und Mehrfachbehinderungen“ zu schaffen.
Zur Bundestagswahl 2025 wollte Mehmet Ali ursprünglich nicht mehr im Bundestagswahlkreis Lörrach – Müllheim antreten, sondern im Bundestagswahlkreis Düsseldorf II, zog jedoch im Frühjahr 2024 seine Bewerbung für die parteiinterne Nominierung zurück.
Bei der Kommunalwahl in Baden-Württemberg im Juni 2024 kandidierte Mehmet Ali auf Platz 11 der örtlichen SPD-Liste für den Gemeinderat Badenweiler sowie im Wahlkreis 7 – Müllheim für den Kreistag seines Landkreises auf Platz 5 der Liste der SPD. Für den Gemeinderat Badenweiler wurde er mit 940 Stimmen gewählt, dem zweitbesten Ergebnis der SPD-Liste; Anfang Dezember 2024 bereits wurde er wieder aus dem Gemeinderat verabschiedet.
Im September 2024 wurde Mehmet Ali zum Sozialdezernenten bzw. Landesrat des Landschaftsverbandes Westfalen-Lippe (LWL) gewählt, der sich mit Inklusion, Teilhabe und Chancengerechtigkeit befasst; dieses Amt trat er am 1. Januar 2025 an. Als Sozialdezernent bzw. Landesrat des LWL ist Mehmet Ali für dessen finanziell umfangreichsten Bereich zuständig, die Behindertenhilfe mit dem Inklusionsamt Soziale Teilhabe und dem Inklusionsamt Arbeit, außerdem für das Amt Soziales Entschädigungsrecht; das Dezernat umfasst 1.400 Mitarbeitende und ein Budget von rund vier Milliarden Euro (Stand 2024); das Wahlbeamtenamt ist auf acht Jahre angelegt.
Zum Amtsantritt als Sozialdezernent des Landschaftsverbandes Westfalen-Lippe legte Mehmet Ali seine politischen Mandate Ende 2024 nieder und gab alle mit ihnen verbundenen Ämter auf; seine Nachrückerin in den Deutschen Bundestag war Lucia Schanbacher.

## Politische Positionen

### Arbeit, Soziales und Finanzen
Im Wahlkampf zur Bundestagswahl 2021 gab er „soziale Gerechtigkeit“ als sein Hauptthema an und sprach sich unter anderem für die Einführung einer Bürgerversicherung sowie des Bürgergelds, für eine Reform des Bundesteilhabegesetzes, die Erhöhung des Spitzensteuersatzes von 42 auf 45 % sowie die Wiedereinführung einer Vermögenssteuer in Deutschland aus.
Kurz nach seinem Einzug in den Bundestag verteidigte Mehmet Ali in seinem Wahlkreis die Pläne der „Ampelkoalition“ zur Einführung des Bürgergelds.

#### Behindertenpolitik
Im Oktober 2022 forderte Mehmet Ali eine Evaluierung des Bundesteilhabegesetzes: Vor allem sollten Betriebe durch höhere Ausgleichsabgaben einen Anreiz erhalten, die für sie gesetzlich vorgesehene Anzahl von Arbeitnehmenden mit Behinderung tatsächlich zu beschäftigen.
Am 2. Dezember 2022 setzte sich Mehmet Ali in einer Rede vor dem Bundestag für das von der Ampel-Koalition in Gang gesetzte Programm „für ein vollumfänglich und ganzheitlich barrierefreies Deutschland“ ein. In derselben Rede warf er dem Bundesland Baden-Württemberg vor, die Vorgabe des Übereinkommens über die Rechte von Menschen mit Behinderungen der Vereinten Nationen (UN) zu ignorieren, indem es nach wie vor das Wohnen in Wohnheimen mit einer Betreuung rund um die Uhr anstelle eines selbstbestimmten, personenzentrierten Wohnens fördere.
In einem Interview der SPD-Parteizeitung Vorwärts erklärte Mehmet Ali am 19. April 2023 die behindertenpolitischen Maßnahmen, welche die SPD auf dem Weg zu einem inklusiven Arbeitsmarkt durchsetzen wolle: Nach der Verabschiedung des Gesetzes zur Förderung eines inklusiven Arbeitsmarkts sollte vor allem ein Gesetzentwurf für die Modernisierung der Werkstätten für behinderte Menschen erarbeitet werden. Das zugehörige Projekt wurde vom Bundesministerium für Arbeit und Soziales als „Reform des Werkstattsystems“ bezeichnet; das entsprechende Gesetzgebungsverfahren begann Anfang 2024. Im Verlauf des Verfahrens stellte Mehmet Ali eine Erhöhung der Werkstattlöhne als besonders dringlich heraus.
Am Ende seiner Zeit im Deutschen Bundestag zog Takis Mehmet Ali eine Bilanz seines Wirkens und der Leistungen der gescheiterten Ampelkoalition: „Der Koalitionsvertrag war inklusionspolitisch nice. Umgesetzt davon ist eigentlich bis auf ein Gesetz nichts. Dass ich nicht allein daran schuld bin, ist in demokratischen Zusammenhängen nachzuvollziehen. Alles im letzten Jahr der Ampel zu machen, war keine gute Planung. Auch hätte ich bei meinem Herzensthema, den Sozialstaat zu reformieren, neu zu verfassen und zu ordnen, mehr gewünscht. Dafür fehlte aber leider bei einigen die Kraft.“

### Corona-Pandemie
Im Februar 2022 sprach sich Mehmet Ali im Bundestag für eine „Differenzierung“ bei der Anwendung der einrichtungsbezogenen Impfpflicht zur Bekämpfung der Corona-Pandemie aus.

### Griechenland und Türkei
Im Oktober 2020 stellte Mehmet Ali auf der Homepage des SPD-Regionalzentrums Südbaden seine Meinung zum anschwellenden Konflikt zwischen der Türkei und Griechenland dar, er bezog klar Stellung gegen die Politik der türkischen Regierung: Deutschland solle „zeitnah über mögliche Sanktionen und einem [sic!] Aussetzen der Beitrittsverhandlungen [zur EU] nachdenken.“
Am 21. Mai 2022 nahm Mehmet Ali in Stuttgart als Trauerredner an einer Kundgebung für die Opfer der Verfolgung, Vertreibung und Ermordung von Pontosgriechen zwischen 1914 und 1923 teil. An ihn wurde die Forderung herangetragen, „dass Deutschland den Völkermord an den Pontosgriechen offiziell anerkennt“. Mehmet Ali versprach, als „erste[r] und einzige[r] Pontos-Grieche, der im Deutschen Bundestag sitzt“, sich dort für die Verurteilung des Handelns der damals aktiven Türken als Völkermord einzusetzen.

## Privates
Takis Mehmet Ali stammt von Pontosgriechen ab: Seine Eltern wanderten in den 1980er Jahren nach Deutschland ein; er selbst zog später nach Badenweiler. Er ist griechisch-orthodoxer Konfession und offen homosexuell. Laut „Kürschners Volkshandbuch“ spricht Mehmet Ali Deutsch, Englisch, Griechisch und Türkisch.